# قائمة المعدات العسكرية في حرب الخليج

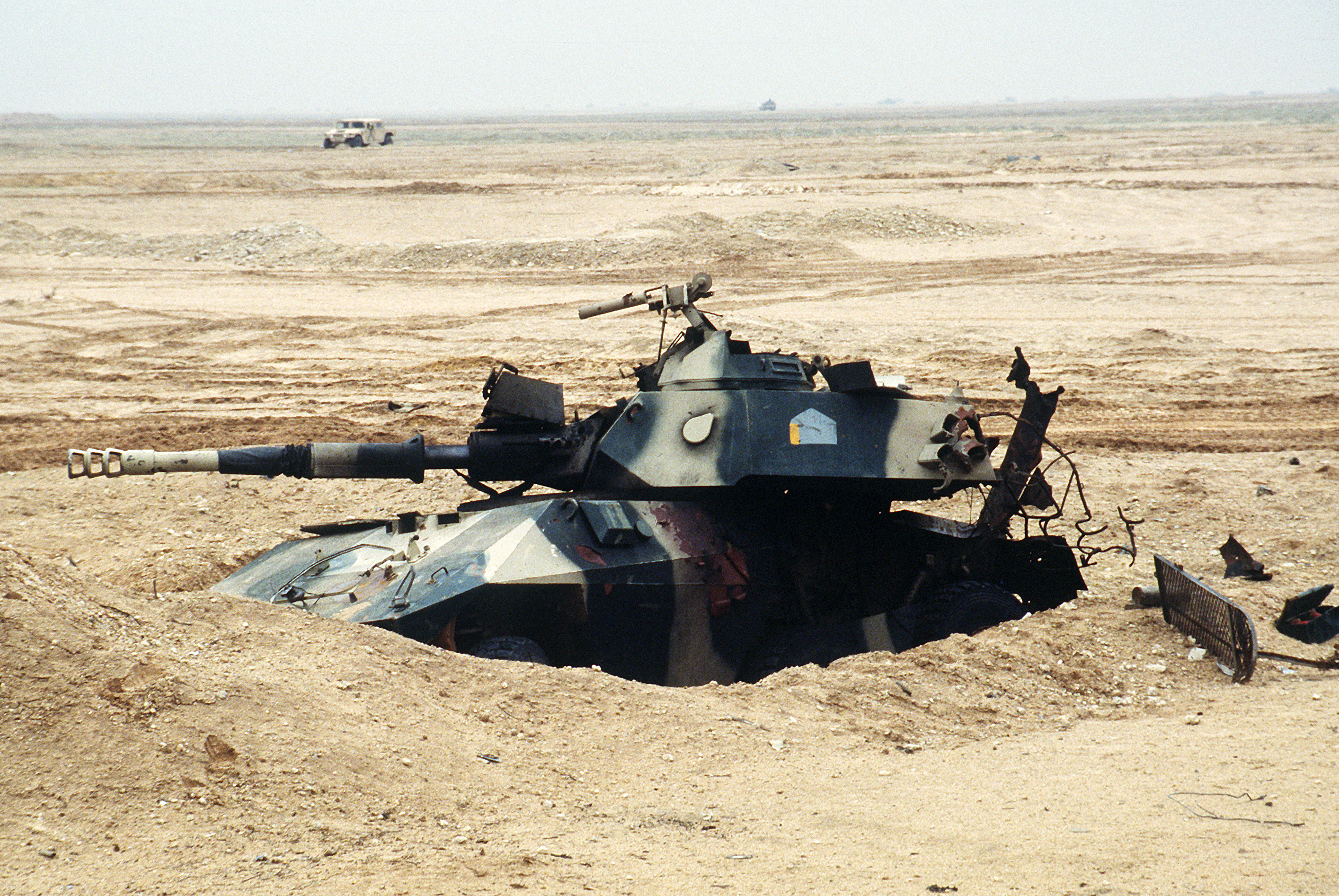
سيارة مدرعة عراقية من طراز EE-9 Cascavel تعرضت لنيران دبابة التحالف في فبراير 1991.

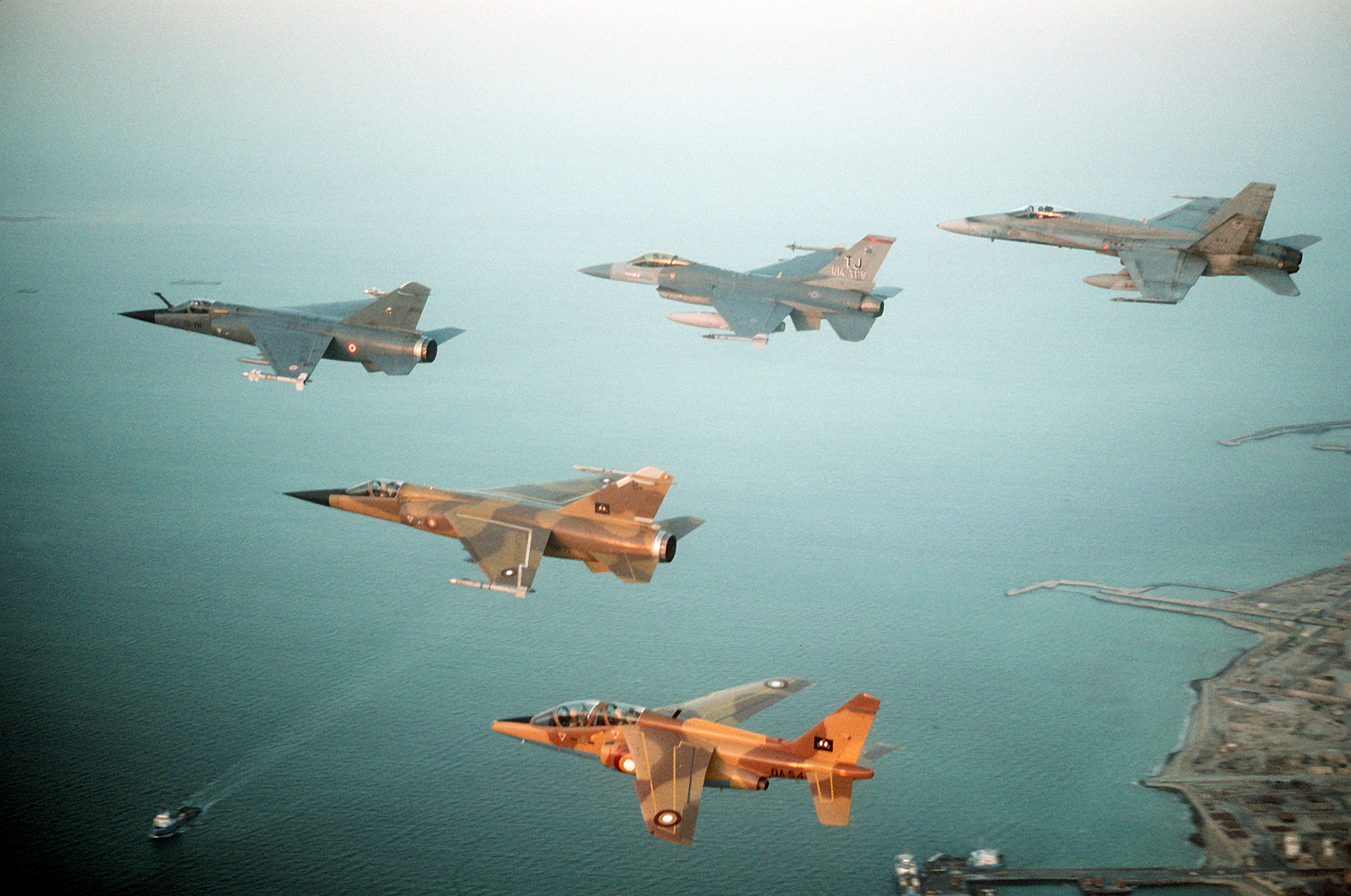
طائرة التحالف تتجه نحو الداخل خلال عملية درع الصحراء.

قائمة المعدات العسكرية في حرب الخليج هي ملخص لمختلف الأسلحة والمركبات العسكرية التي استخدمتها الدول المختلفة خلال حرب الخليج بين عامي 1990 و 1991.

## التحالف –الولايات المتحدة
- قناع غاز M17

### التمويه العسكري
- زي المعركة
- زي معركة الصحراء
- زي التمويه الصحراوي
- تمويه ليلة الصحراء

### أسلحة المشاة
- M1D garand ، خدمة محدودة [1]
- M1 جاراند
- كاربين M1
- بندقية M14
- M16A1
- M16A2 [2]
- CAR-15 [2]
- رشاش M60
- M61 فولكان
- مدفع رشاش M3
- FN Minimi
- M2 براوننج
- هيكلر وكوخ MP5 وMP5A3 [2]
- رشاش براوننج M1919
- م249
- م240
- مدفع رشاش M134
- مسدس M9
- مسدس P226
- مسدس M1911A1
- باريت M82
- نظام سلاح القنص M24
- نظام سلاح القنص M21
- بندقية قنص M40
- بندقية M870
- م2هـ ب
- صاروخ تاو
- قانون M72
- M136 AT4
- M47 دراغون
- AT4
- بندقية كارل جوستاف عديمة الارتداد 8.4 سم

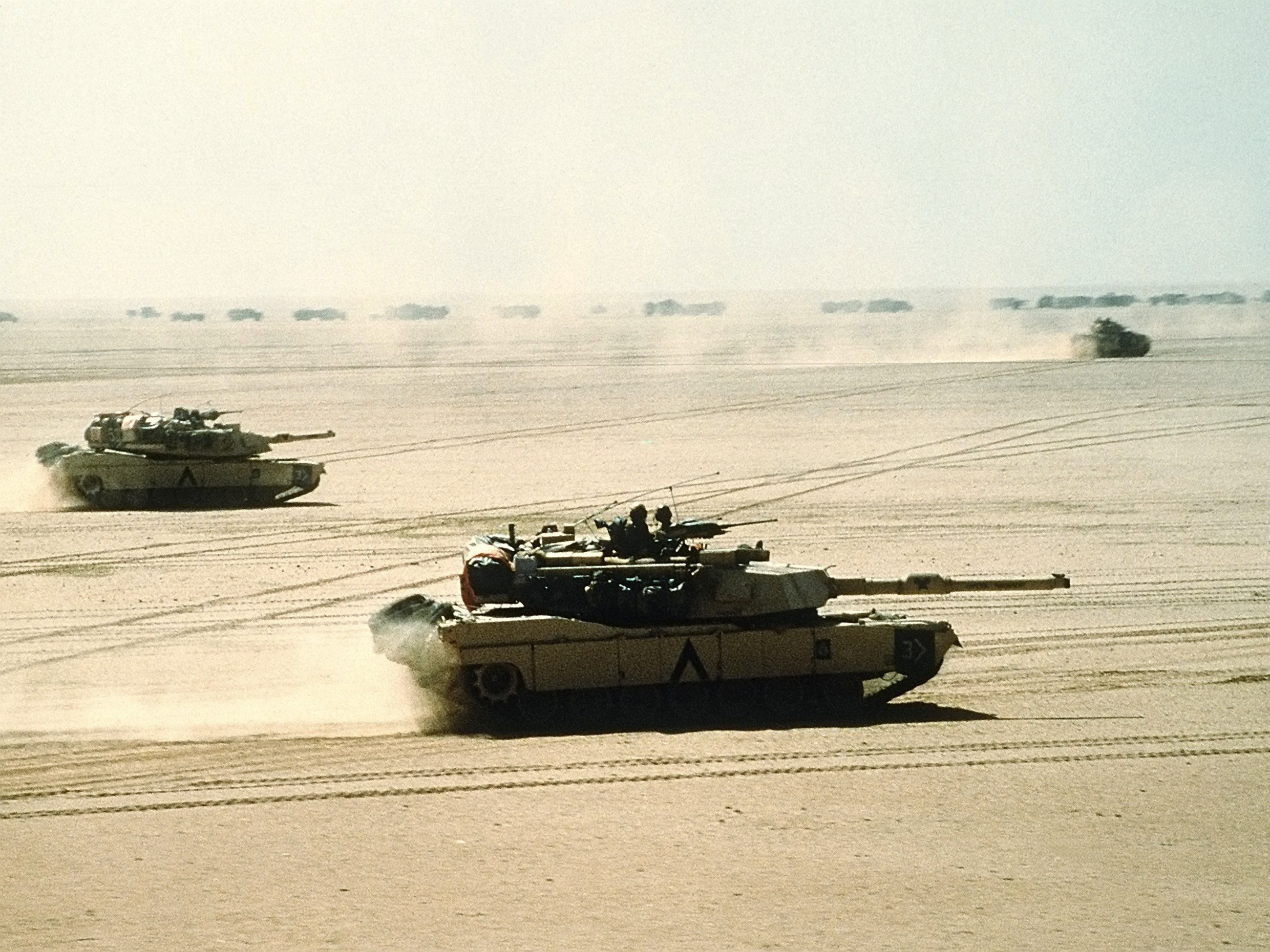
دبابة أبرامز M1 في التشكيل، فبراير 1991.

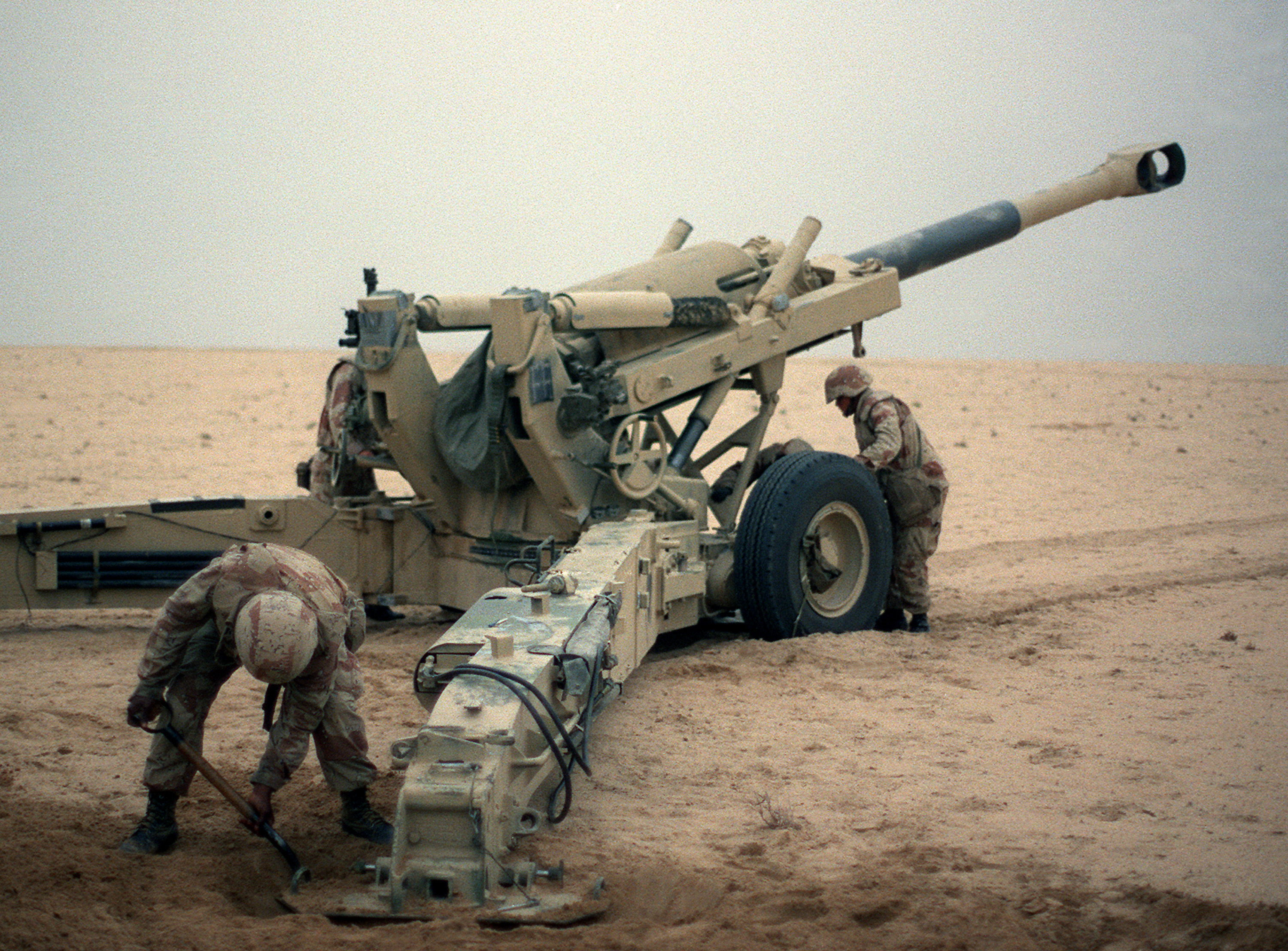
رجال المدفعية في قوات مشاة البحرية الأمريكية يعيدون تحميل مدفع هاوتزر M198 أثناء عملية عاصفة الصحراء.

- م203
- مارك 19
- لغم كلايمور M18
- قنبلة M67
- كا-بار
- حربة M9
- حربة M7

### الدبابات
- M1A1 أبرامز [3]
- دبابة أبرامز الثقيلة المدرعة M1A1 HA
- M60A1 باتون ( مشاة البحرية الأمريكية ) [3]
- M60A3 باتون TTS (الجيش الأمريكي)
- M551 شيريدان (الجيش الأمريكي - الفرقة 82 المحمولة جواً ) [4]

### العربات القتالية المدرعة
- M2A2 برادلي IFV (مركبة قتال المشاة)
- M3A2 برادلي CFV (مركبة قتال الفرسان)
- مركبة استطلاع مدرعة محمولة جواً من طراز شيريدان M551A1
- مركبة هجومية برمائية AAVP7A1 للأفراد (سلاح مشاة البحرية الأمريكية)
- مركبة مدرعة خفيفة LAV-25 (مشاة البحرية الأمريكية)
- مركبة مدرعة خفيفة LAV-AT (مضادة للدبابات) (مشاة البحرية الأمريكية)
- M113A2/A3 (ناقلة جنود مدرعة)
- نظام الاستطلاع النووي والبي سي والإذاعي M93 Fox (تم الحصول عليه من ألمانيا)
- مركبة TOW المحسنة M901A1

### المدفعيات ذاتية الحركة / الهاونات / الصواريخ / القذائف
- مركبة مدرعة خفيفة (هاون) LAV-M (سلاح مشاة البحرية الأمريكية)
- حاملة الهاون ذاتية الحركة M106A2
- M109A2/A3/A4 155 مدفع هاوتزر ذاتي الحركة عيار ملم
- M110A2 8 مدفع هاوتزر ذاتي الحركة عيار بوصة
- نظام إطلاق الصواريخ المتعدد M270
- MGM-140 ATACMS

### الدفاع الجوي
- نظام الدفاع الجوي M163 VADS Vulcan
- قاذفة صواريخ أرض-جو ذاتية الحركة M48 Chaparral
- همفي M1097 أفنجر
- نظام الدفاع الجوي فولكان M167 VADs
- قاذفة صواريخ سام هوك المحسّنة MIM-23
- نظام صواريخ أرض-جو محمول من طراز FIM-92 Stinger
- قاذفة صواريخ باتريوت سام MIM-104
- LAV-AD (مركبة مدرعة خفيفة - دفاع جوي) (مشاة البحرية الأمريكية)

### المدفعية والهاونات
- مدفع هاوتزر مجرور M102 عيار 105 ملم
- مدفع هاوتزر مجرور M198 عيار 155 ملم
- M58 MICLIC (شحنة خط إزالة الألغام) تم سحبها
- هاون خفيف الوزن M224 60 مم
- هاون متوسط الوزن M252 81 مم
- هاون ثقيل الوزن M30 107 مم
- هاون المشاة 82-BM-37 ملم

### مركبات الهندسة والإخلاء
- مركبة مهندس قتالي M728
- مركبة نقل مدرعة قتالية M9
- M60 AVLM (إطلاق مركبة مدرعة MICLIC (شحنة خط إزالة الألغام))
- مركبة الإنقاذ المدرعة M88A1
- جسر إطلاق مركبة مدرعة M60A1
- مركبة الإنقاذ الخفيفة M578 (مركبة الإنقاذ المدرعة)
- جرافة مدرعة من طراز D7 كاتربيلر
- نظام ألغام بركان M139

### مركبات القيادة والسيطرة
- حاملة طائرات M577A2 ACP (مركز قيادة مدرع)
- AACV7A1 (قيادة المركبات البرمائية الهجومية) (سلاح مشاة البحرية الأمريكية)
- مركبة مدرعة خفيفة LAV-25C2 (قيادة وتحكم) (سلاح مشاة البحرية الأمريكية)
- M981 FISTV (مركبة فريق دعم الحرائق)

### مركبات أخرى

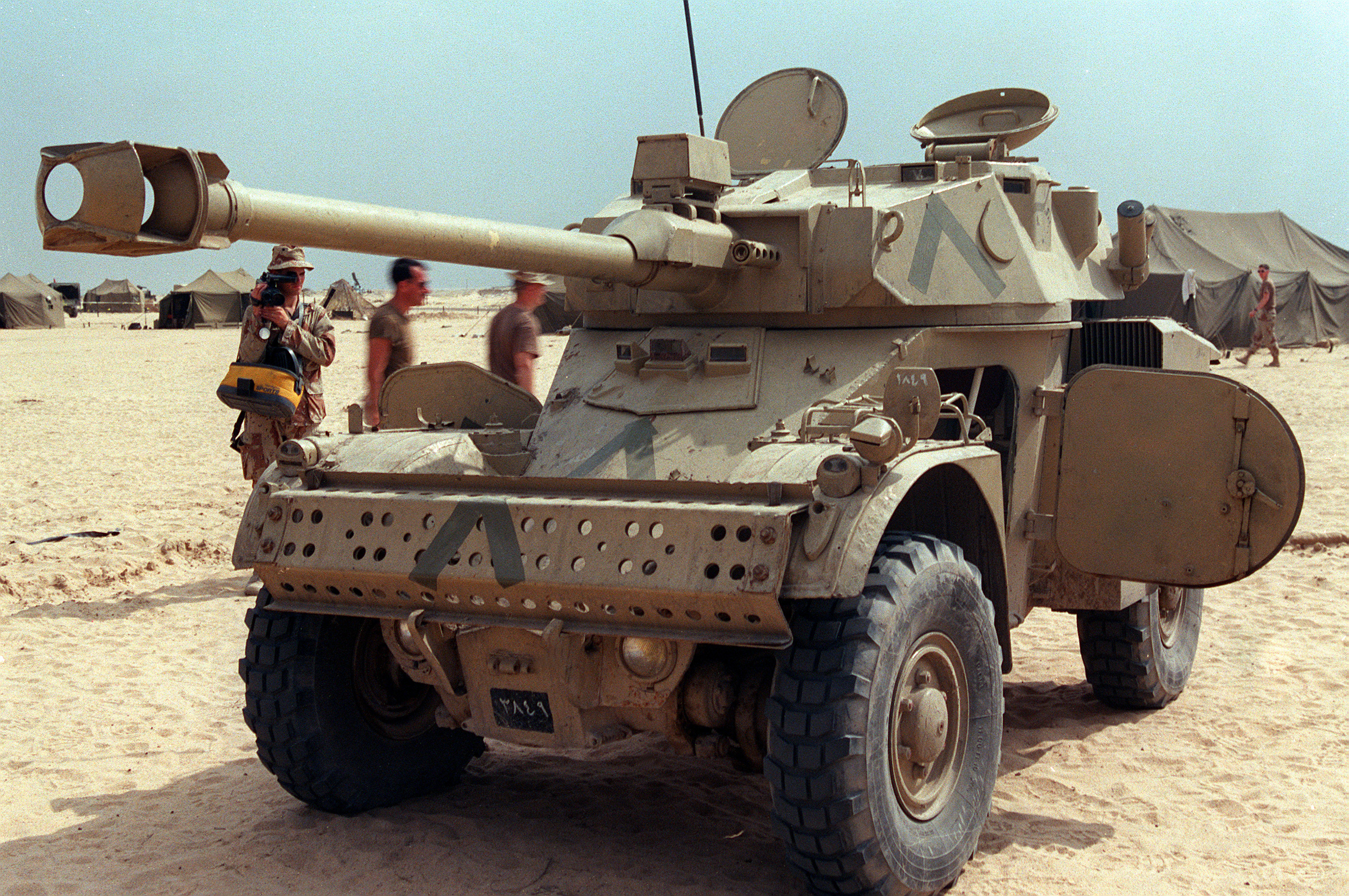
البانهارد العراقي AML-90.

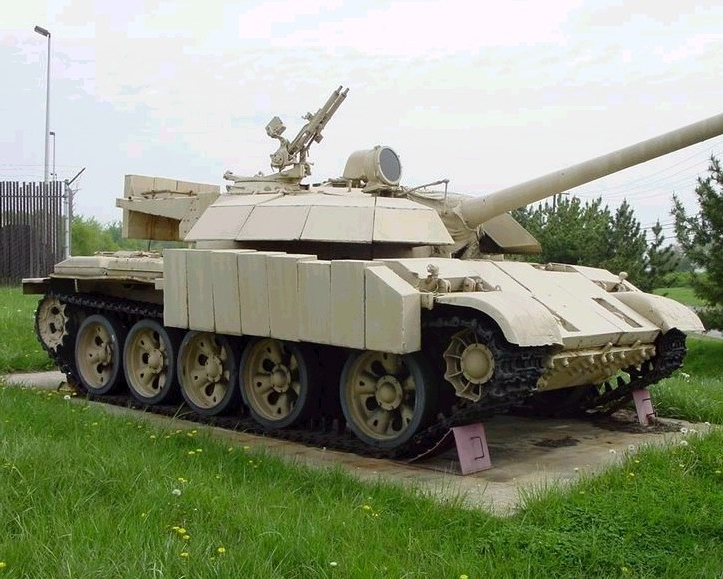
دبابة تي-55 إنجما العراقية.

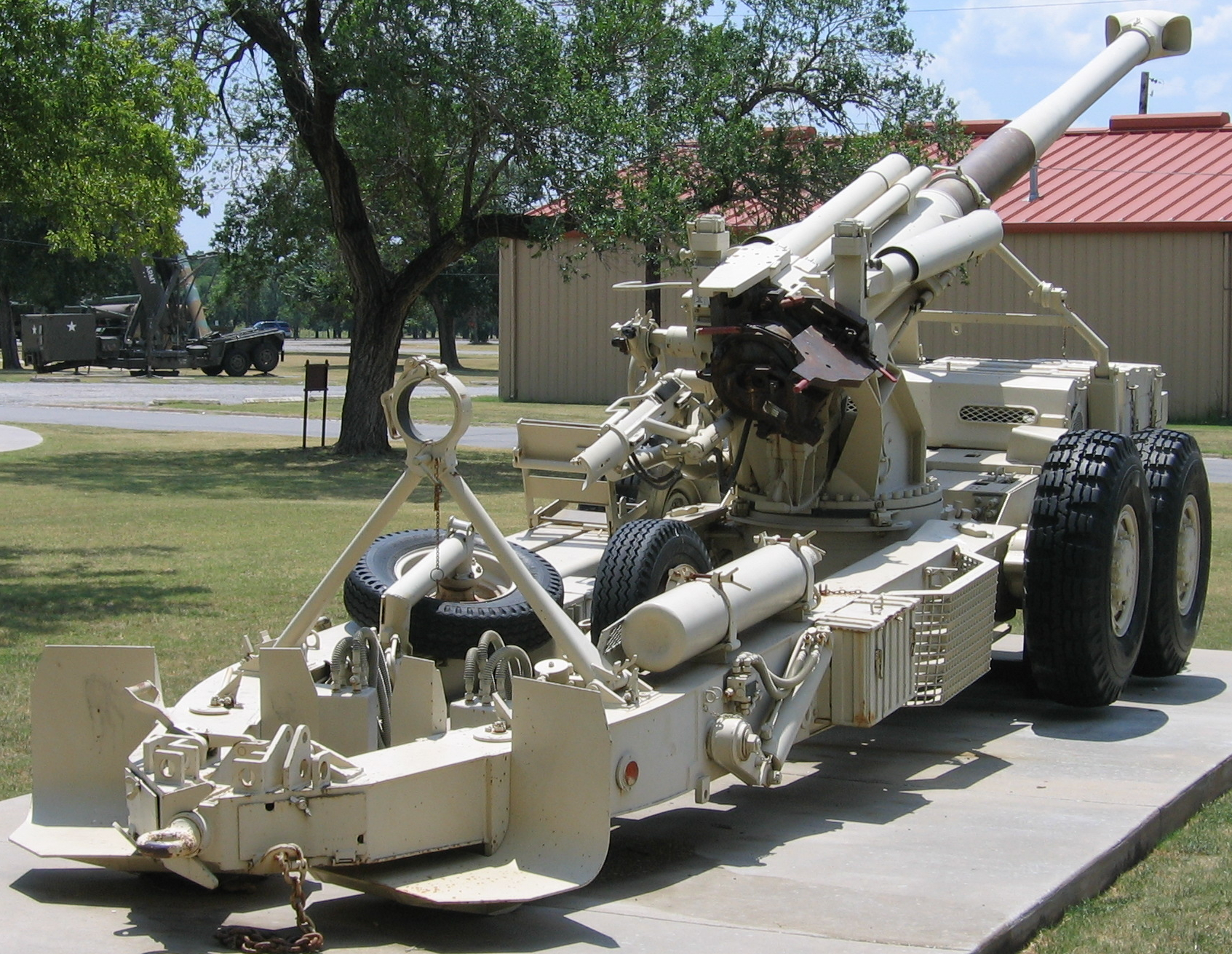
مدفع هاوتزر عراقي G5 عيار 155 ملم.

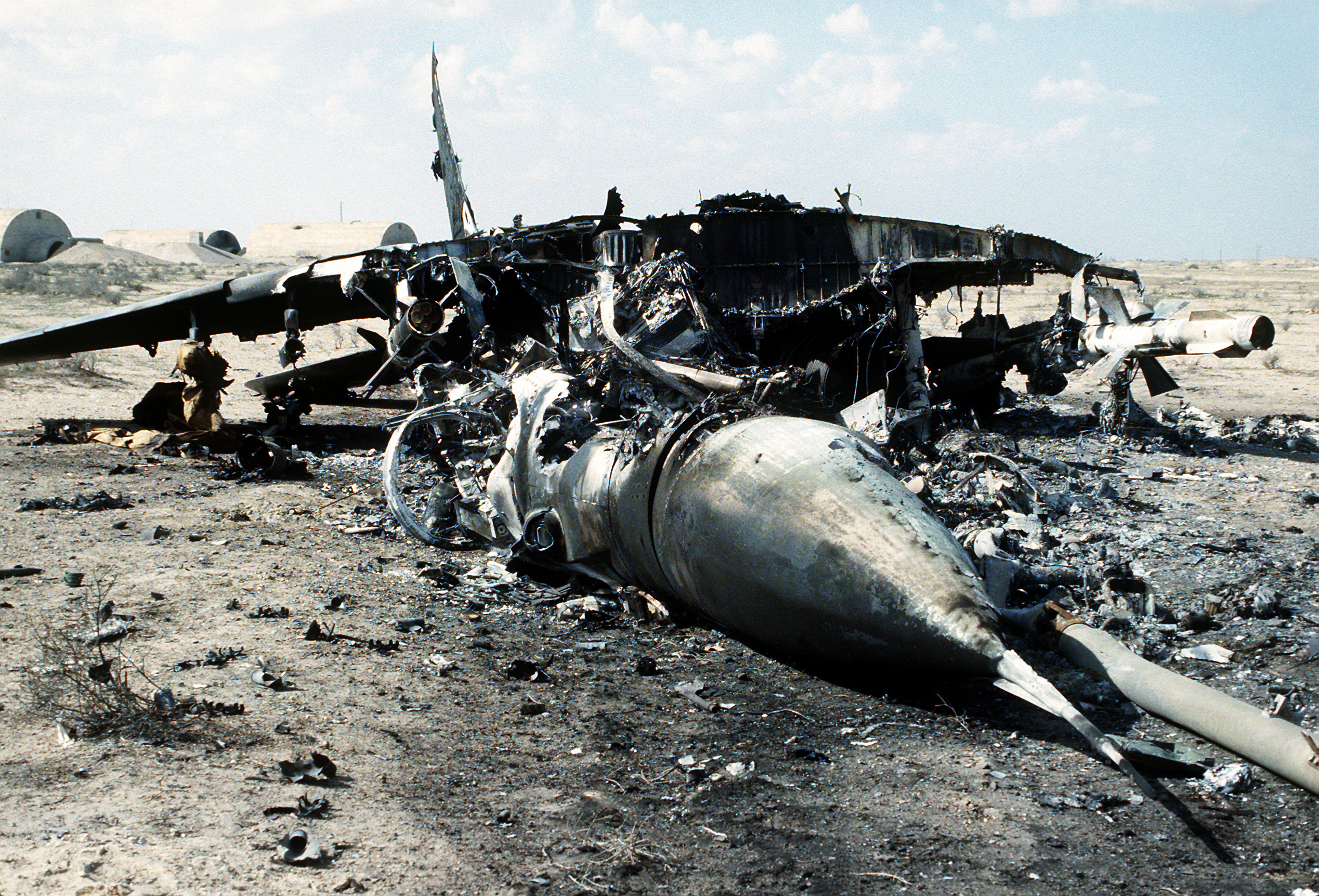
تدمير طائرة ميكويان ميج 23 تابعة لقوة الجو العراقية على الارض من قبل قوات خاصة امريكية في قاعدة طليل الجوية قرب الناصرية جنوب العراق.

- هامفي M998 HMMWV
- M151A2 FAV (مركبة الهجوم السريع) (مشاة البحرية الأمريكية)
- M1008 CUCV (مركبة تجارية متعددة الاستخدامات، مركبة شحن)
- FAV (مركبة الهجوم السريع) / DPV (مركبة دورية الصحراء)
- كاواساكي KLR-250-D8
- شاحنة M35A2 6×6 بوزن 2.5 طن "الاثنان والنصف"
- شاحنة عسكرية متوسطة النقل M915 6×4.
- شاحنة عسكرية متوسطة النقل M915A1 6×4.
- شاحنة M925 A1 6×6 سعة 5 أطنان
- M977 HEMTT (شاحنة تكتيكية ثقيلة ذات قدرة تنقل موسعة)
- ناقلة بضائع مجنزرة M548
- M992 FAASV (مركبة إمداد ذخيرة المدفعية الميدانية)
- حاملة مولد الدخان M1059
- ميتسوبيشي باجيرو V6 3.0 4WD موديل 1990 (مركبة نقل للمناصب العسكرية العليا)
- بيك اب تويوتا لاندكروزر J70

## الطائرات

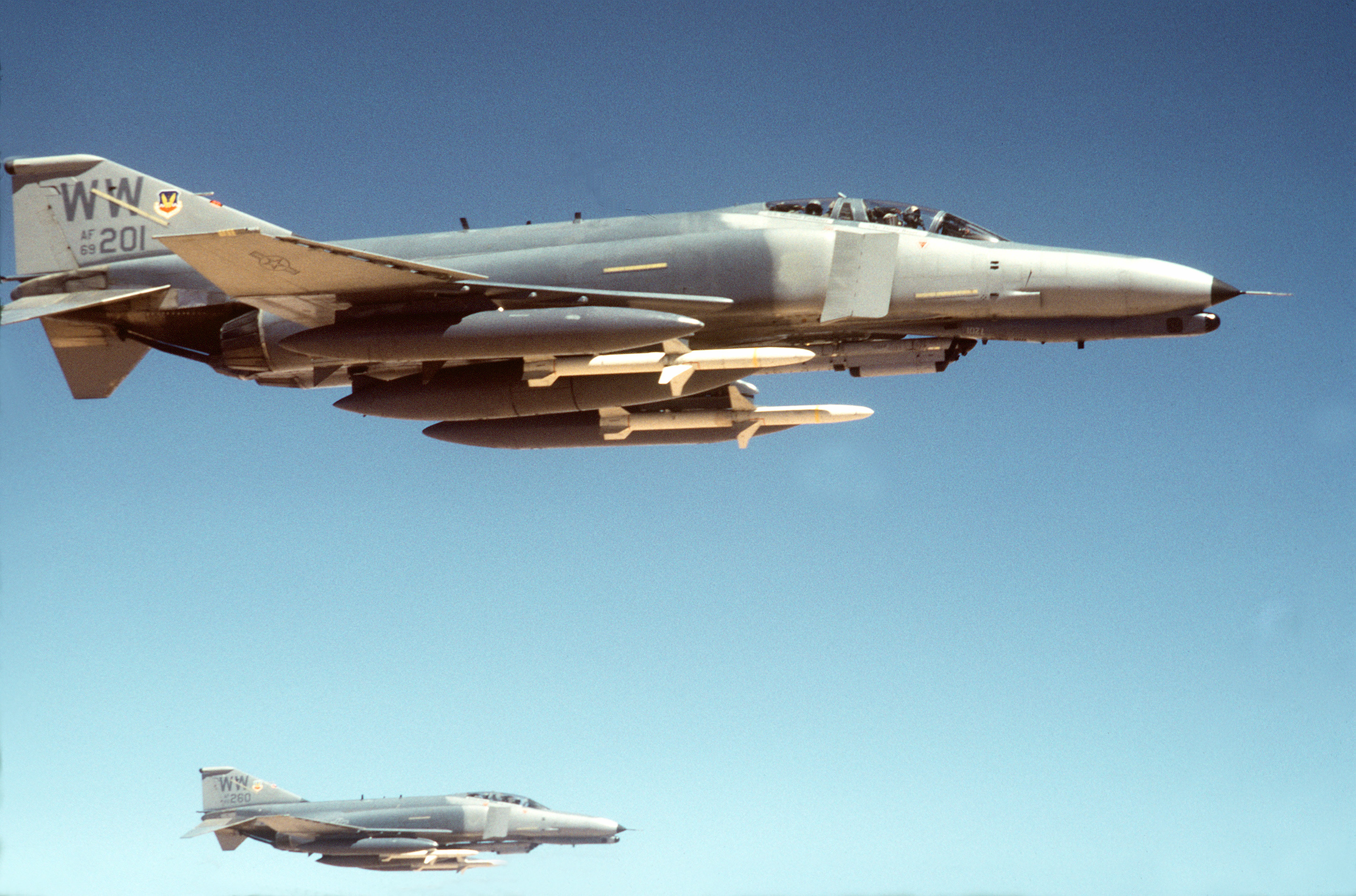
طائرات F4 Phantom II التابعة للقوات الجوية الأمريكية خلال عملية درع الصحراء.

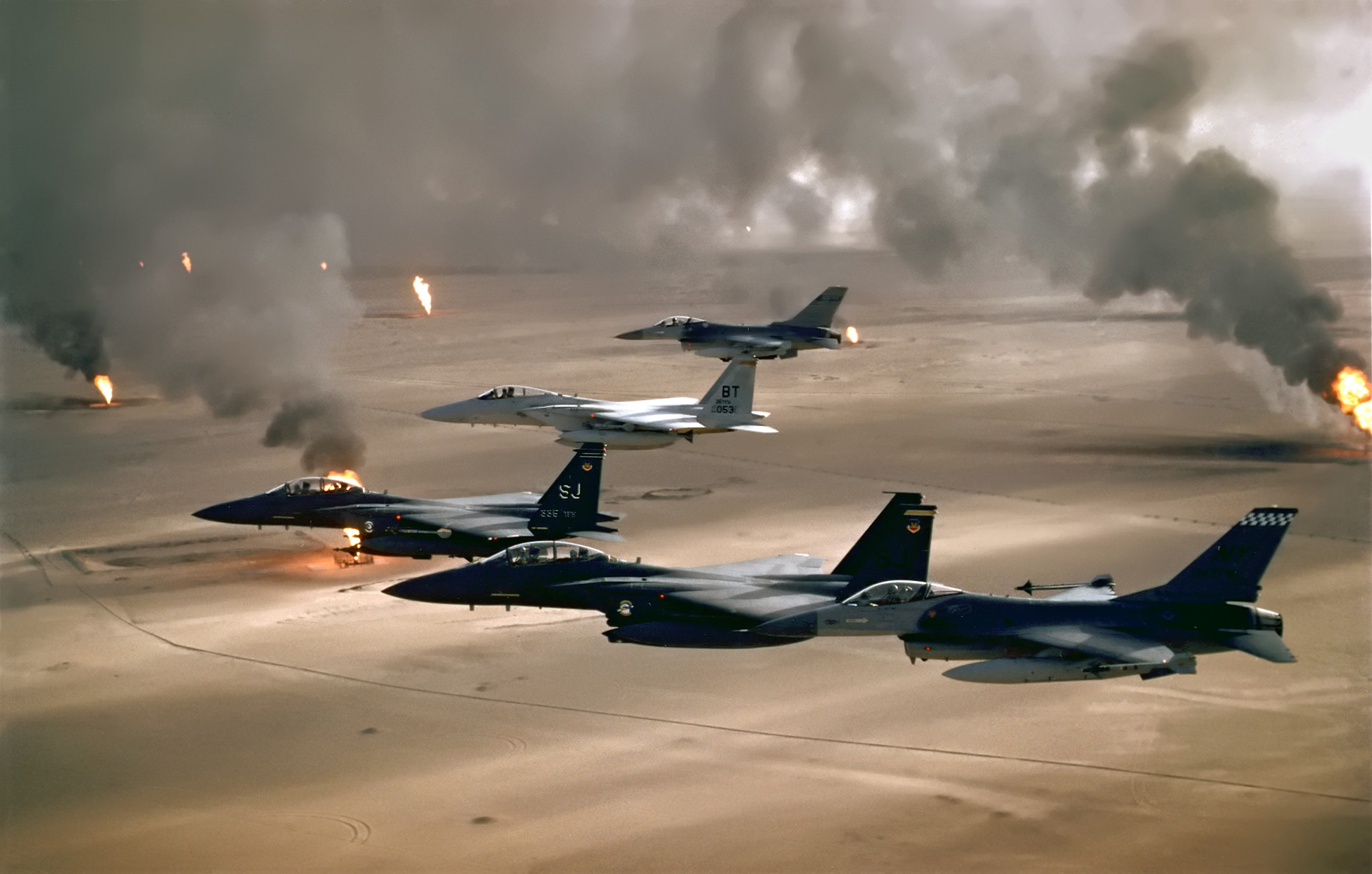
طائرات إف-16 وإف -15 تابعة للقوات الجوية الأمريكية فوق حرائق النفط التي أشعلتها القوات العراقية المنسحبة في الكويت.

### الطوافات
- بيل إيه إتش-1إف كوبرا ( الجيش )
- بيل AH-1J سي كوبرا (مشاة البحرية الأمريكية)
- طائرة بيل AH-1T سي كوبرا المحسنة (مشاة البحرية الأمريكية)
- بيل إيه إتش-1 دبليو سوبر كوبرا (سلاح مشاة البحرية الأمريكية)
- بوينغ AH-64A أباتشي (الجيش)
- بوينغ CH-46D سي نايت ( البحرية الأمريكية )
- بوينغ CH-46E سي نايت (مشاة البحرية الأمريكية)
- بوينغ CH-47D شينوك (الجيش)
- سيكورسكي CH-53D سي ستاليون (البحرية الأمريكية، مشاة البحرية الأمريكية)
- سيكورسكي CH-53E سوبر ستاليون (مشاة البحرية الأمريكية)
- بيل إي إتش-1 إتش هيوي (إيروكوا) (الجيش)
- سيكورسكي EH-60A إصلاح سريع (الجيش)
- بوينغ HH-46D سي نايت (البحرية الأمريكية)
- سيكورسكي HH-60H سي هوك (البحرية الأمريكية)
- طائرة بوينج MH-47D شينوك للعمليات الخاصة (SOA) (الجيش)
- سيكورسكي MH-53E سي دراغون (البحرية الأمريكية)
- سيكورسكي MH-60G بيف هوك (القوات الجوية الأمريكية)
- بيل OH-58A كيوا (الجيش)
- بيل OH-58C كيوا (الجيش)
- بيل OH-58D كيوا (الجيش)
- سيكورسكي RH-53D سي ستاليون (مشاة البحرية الأمريكية)
- كامان SH-2F سيسبرايت (البحرية الأمريكية)
- سيكورسكي SH-3G سي كينج (البحرية الأمريكية)
- سيكورسكي SH-3H سي كينج (البحرية الأمريكية)
- سيكورسكي SH-60B سي هوك (البحرية الأمريكية)
- بيل يو إتش-1 إتش إيروكوا (هيوي) (الجيش)
- بيل UH-1N (هيوي) (مشاة البحرية الأمريكية)
- طائرة بيل يو إتش-1 في إيروكوا (هيوي) للإخلاء الطبي الجوي (الجيش)
- طائرة بوينج UH-46D سي نايت (البحرية الأمريكية)
- سيكورسكي UH-60A بلاك هوك (الجيش)

### الطائرات
- طائرة جرومان A-6E TRAM Intruder (البحرية الأمريكية، مشاة البحرية الأمريكية)
- طائرة جرومان A-6E SWIP Intruder (البحرية الأمريكية)
- طائرة جرومان OV-1D موهوك (للجيش)
- LTV A-7E كورسير II (USN) [5]
- بي إيه إي/ماكدونيل دوغلاس AV-8B هارير II (مشاة البحرية الأمريكية)
- طائرة فيرتشايلد ريبابليك A-10A ثاندربولت II 'وارثوج' (القوات الجوية الأمريكية)
- لوكهيد AC-130A/H 'سبيكتر' (القوات الجوية الأمريكية)
- بوينغ B-52G/H ستراتوفورتريس (القوات الجوية الأمريكية)
- جرومان سي-2إيه جرايهوند (البحرية الأمريكية)
- لوكهيد سي-141 ستارليفتر (القوات الجوية الأمريكية)
- لوكهيد سي-5 جالاكسي (القوات الجوية الأمريكية)
- ماكدونيل دوغلاس C-9B سكاي ترين II (البحرية الأمريكية)
- بيتشكرافت سي-12 هورون (القوات الجوية الأمريكية)
- لوكهيد سي-130 هيركوليز (القوات الجوية الأمريكية)
- لوكهيد سي-130إف هيركوليز (البحرية الأمريكية)
- طائرة روكويل CT-39G من أمريكا الشمالية (البحرية الأمريكية)
- ماكدونيل دوغلاس دي سي-9 (البحرية الأمريكية)
- طائرة جرومان إي-2سي هوك آي (البحرية الأمريكية)
- نظام الإنذار والتحكم الجوي بوينغ إي-3بي سينتري (AWACS) (القوات الجوية الأمريكية)
- دوغلاس EA-3B سكاي واريور (البحرية الأمريكية)
- لوكهيد إي بي-3 إي أريس 2 (البحرية الأمريكية)
- جرومان EA-6B برولر (البحرية الأمريكية)
- نظام رادار الهجوم والمراقبة المشترك للأهداف من طراز نورثروب جرومان إي-8 (JSTARS) (القوات الجوية الأمريكية)
- جنرال ديناميكس-جرومان EF-111A رافين (القوات الجوية الأمريكية)
- لوكهيد EC-130E/J كوماندو سولو (القوات الجوية الأمريكية)
- لوكهيد EC-130H كومباس كول (القوات الجوية الأمريكية)
- مرآة بوينغ EC-135L (القوات الجوية الأمريكية)
- ماكدونيل دوغلاس RF-4C فانتوم II (القوات الجوية الأمريكية)
- ماكدونيل دوغلاس إف-4 جي فانتوم الثانية ( وايلد ويزل ) (القوات الجوية الأمريكية)
- جرومان إف-14أ توم كات (البحرية الأمريكية)
- جرومان إف-14إيه+(بي) توم كات (البحرية الأمريكية)
- ماكدونيل دوغلاس إف-15 سي إيجل (القوات الجوية الأمريكية)
- ماكدونيل دوغلاس إف-15 إي سترايك إيجل (القوات الجوية الأمريكية)
- طائرة جنرال ديناميكس إف-16 إيه/سي فايتنج فالكون (القوات الجوية الأمريكية)
- ماكدونيل دوغلاس F/A-18A/C هورنت (البحرية الأمريكية، مشاة البحرية الأمريكية)
- ماكدونيل دوغلاس F/A-18D هورنت (مشاة البحرية الأمريكية)
- ديناميكس F-111E/F Aardvark (القوات الجوية الأمريكية)
- لوكهيد إف-117 إيه نايت هوك (القوات الجوية الأمريكية)
- لوكهيد HC-130 King (القوات الجوية الأمريكية)
- موسع ماكدونيل دوغلاس KC-10A (القوات الجوية الأمريكية)
- لوكهيد KC-130F هيركوليس (البحرية الأمريكية، مشاة البحرية الأمريكية)
- لوكهيد KC-130R/T هيركوليس (مشاة البحرية الأمريكية)
- طائرة بوينج KC-135E/R ستراتوتانكر (القوات الجوية الأمريكية)
- طائرة لوكهيد MC-130E كومبات تالون (القوات الجوية الأمريكية)
- طائرة روكويل OV-10A/D برونكو من طراز نورث أميركان (مشاة البحرية الأميركية)
- طائرة روكويل OV-10D+ برونكو من أمريكا الشمالية (مشاة البحرية الأمريكية)
- لوكهيد بي-3بي/سي أوريون (البحرية الأمريكية)
- وصلة برشام طائرة بوينج RC-135V/W (القوات الجوية الأمريكية)
- ماكدونيل دوغلاس RF-4C فانتوم II (القوات الجوية الأمريكية)
- لوكهيد إس-3 إيه/بي فايكنج (البحرية الأمريكية)
- لوكهيد يو-2/تي آر-1 دراغون ليدي (القوات الجوية الأمريكية)
- لوكهيد UP-3A أوريون (البحرية الأمريكية)

### الطائرات المسيّرة من دون طيّار
- نورثروب بي كيو إم-74 تشوكار (القوات الجوية الأمريكية) [6]
- AAI RQ-2 Pioneer (البحرية الأمريكية، مشاة البحرية الأمريكية، الجيش الأمريكي) [7]

### المركبات الفضائية
- برنامج دعم الدفاع
- نظام الاتصالات الدفاعية عبر الأقمار الصناعية
- برنامج الأقمار الصناعية للدفاع الجوي
- كتل أقمار GPS
- جهاز استقبال GPS صغير وخفيف الوزن
- محطة التصوير سريعة النشر DMSP

## السفن

### سفن القيادة
- من فئة بلو ريدج-يو إس إس بلو ريدج.

### حاملات الطائرات
من فئة ميدواي:
- يو إس إس ميدواي

من فئة فورستال:
- يو إس إس ساراتوغا
- يو إس إس رينجر
- يو إس إس إندبندنس

من فئة كيتي هوك:
- يو إس إس أميركا
- يو إس إس جون إف. كينيدي

من فئة نيميتز:
- يو إس إس ثيودور روزفلت
- يو إس إس دوايت د. أيزنهاور

### البارجّات الحربية
فئة آيوا:
- ميسوري
- ويسكونسن

### الغواصات
من فئة لوس أنجلوس:
- يو إس إس شيكاغو
- يو إس إس لويزفيل

### سفن الهجوم البرمائي
- Tarawa class (USS Tarawa, USS Nassau)
- Iwo Jima class (USS Iwo Jima, USS Guam, USS Tripoli, USS New Orleans)

### طرادات الصواريخ الموجهة
- فئة ليهي
- فئة بيلكناب
- فئة تيكونديروجا
- فئة كاليفورنيا
- فئة فيرجينيا

### سفن دعم المدمِّرات
- فئة صموئيل غومبرز
- فئة يلوستون

### المدمرات
- فئة سبروانس

### مدمرات صواريخ موجهة
- فئة فاراجوت
- فئة كيد

### فرقاطات
- فئة نوكس
- فئة أوليفر هازارد بيري

### سفن النقل بالرمائية
- فئة رالي
- فئة أوستن
- فئة كليفلاند
- فئة ترينتون

### سفن الذخيرة
- فئة نيترو
- فئة كيلاويا
- سفن إنزال القوارب
- فئة أنكوراج

- فئة ويدبي آيلاند

### سفن إنزال القوارب
- فئة أنكوراج
- فئة ويدبي آيلاند

### سفن إنزال الدبابات
- فئة نيوبورت
- يو إس إس مانيتوك
- يو إس إس بيوريا
- يو إس إس فريدريك
- يو إس إس كايغا
- يو إس إس ساجيناو
- يو إس إس مقاطعة سبارتانبورغ
- يو إس إس مقاطعة لا مور
- يو إس إس مقاطعة باربور

### سفن النقل السريع
- فئة ألغول (يو إس إن إس ألغول، يو إس إن إس بيلاتريكس، يو إس إن إس دينيبولا، يو إس إن إس بولكس، يو إس إن إس ألتير، يو إس إن إس ريغولوس، يو إس إن إس كابيلا)

### ناقلات الوقود البحرية
- فئة نيوسهو (يو إس إن إس نيوسهو، يو إس إن إس هاسايامبا، يو إس إن إس بونشاتولا)
- فئة سيمارون (يو إس إس بلات)
- فئة هنري جيه. كايزر (يو إس إن إس جوشوا هامفريز، يو إس إن إس أندرو جيه. هيغينز، يو إس إن إس والتر إس. ديله)

### سفن الإمدادات القتالية
- فئة مارس (يو إس إس مارس، يو إس إس سيلفانيا، يو إس إس نياغارا فولز، يو إس إس سان دييغو، يو إس إس سان خوسيه)
- فئة سيريوس (يو إس إن إس سيريوس، يو إس إن إس سبيكا)

### سفن الدعم القتالي السريع
- فئة ساكرامنتو (يو إس إس ساكرامنتو، يو إس إس سياتل، يو إس إس ديترويت)

### سفن التزويد بالوقود
- فئة ويتشيتا (يو إس إس كانساس سيتي، يو إس إس كالامازو)

### كاسحات الألغام
- الفئة الهجومية (يو إس إس إمبريويس)

### سفن الإصلاح
- فئة فولكان (يو إس إس فولكان، يو إس إس جايسون)

### سفن الإنقاذ
- فئة إيدنتون (يو إس إس بوفورت)

### سفن النقل البحري
فئة رايت (إس إس رايت، إس إس كيرتس)

### سفن المستشفيات
فئة ميرسي (يو إس إن إس ميرسي، يو إس إن إس كومفورت)

### سفن الشحن البرمائية
- فئة تشارلستون (يو إس إس تشارلستون، يو إس إس دورهام، يو إس إس موبايل)

### سفن مكافحة الألغام
- فئة أفنجر

سفن المسح
- السفينة الحربية الأمريكية شوفينيه

المركبات المائية الخفيفة
- LCU-1610 (مركبة إنزال متعددة الأغراض)
- LCAC (وسادة هوائية لمركبة الإنزال)

## المملكة المتحدة

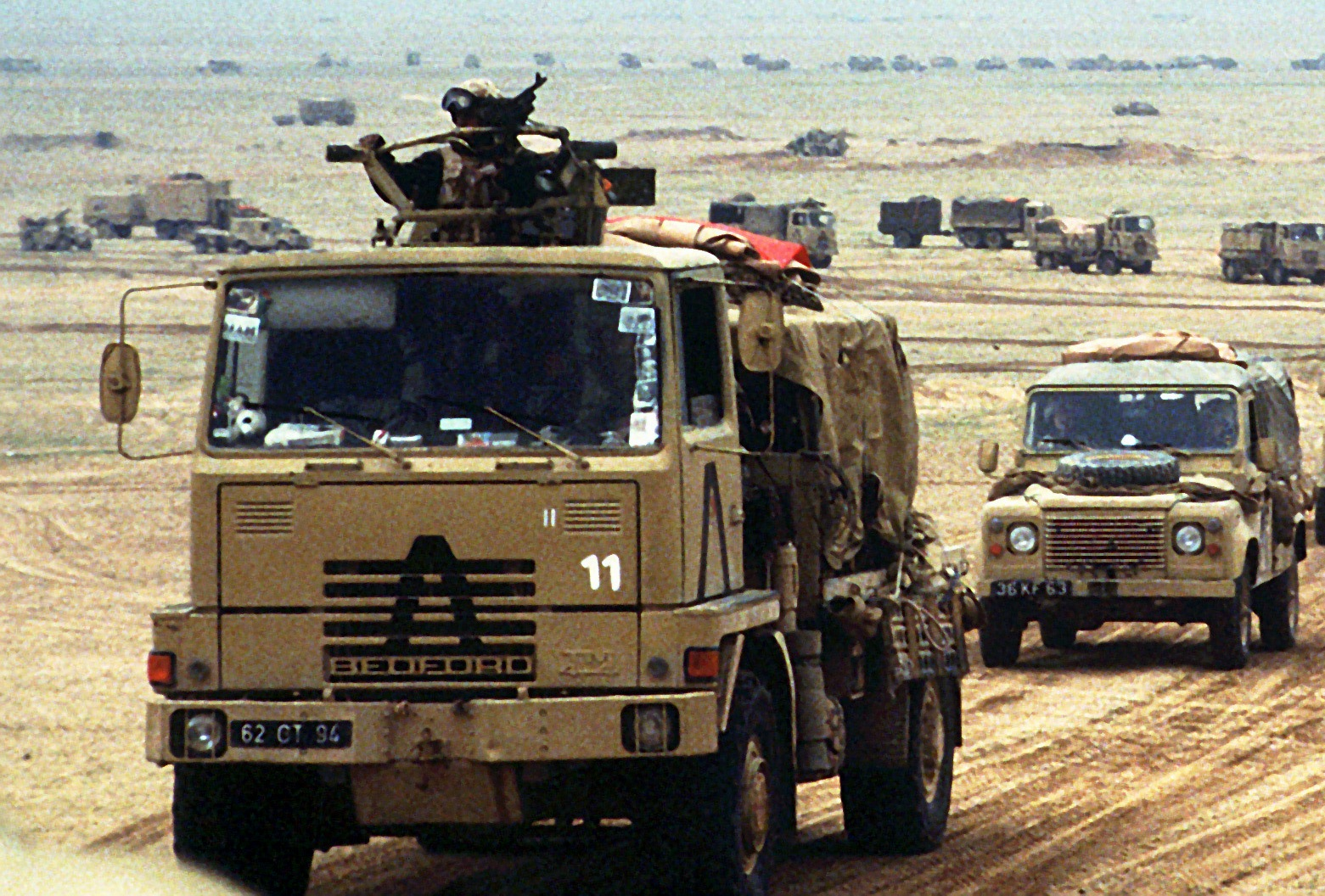
قافلة للجيش البريطاني خلال عملية عاصفة الصحراء.

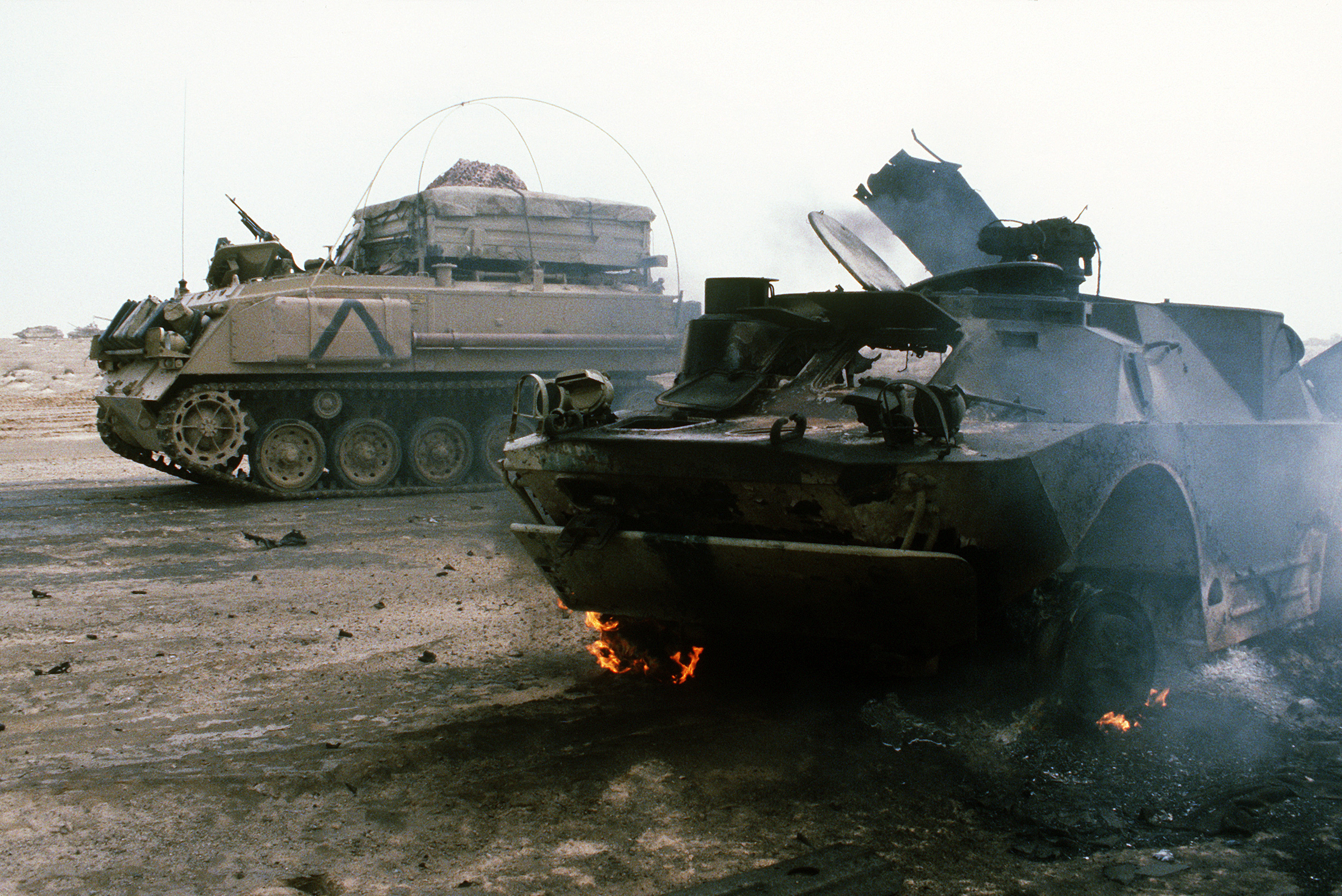
ناقلة الجنود المدرعة FV432 تتجاوز دبابة BRDM-2 العراقية المدمرة.

### البر-نمط التمويه العسكري
- مادة النمط التخريبي

### أسلحة المشاة
- L85A1
- بندقية ذاتية التحميل L1A1
- ديماكو C7
- مدفع رشاش L2A3
- مسدس L9A1
- L96A1
- مدفع رشاش L7A1
- L1A2 قانون 80

### الدبابات
- دبابة القتال الرئيسية FV4030/4 تشالنجر
- FV4003 Centurion Mk.5 AVRE 165 ( مركبة مدرعة تابعة للمهندسين الملكيين )

### المركبات المدرعة
- مركبة استطلاع مدرعة FV101 Scorpion
- حاملة صواريخ موجهة مضادة للدبابات FV102 Striker
- ناقلة جنود مدرعة من طراز FV103 Spartan
- سيارة إسعاف مدرعة FV104 سامريتان
- مركبة استطلاع مدرعة FV107 Scimitar
- ناقلة أفراد مدرعة FV432
- سيارة إسعاف مدرعة FV432
- مركبة قتال مشاة من طراز FV510 Warrior
- سيارة فيريت المدرعة
- متغيرات TPz Fuchs NBC وEW (تم الحصول عليها من UOR من ألمانيا)

### المدفعية/قذائف الهاون/الصواريخ ذاتية الدفع
- حاملة الهاون ذاتية الحركة FV432(M) Trojan
- م109 155 مدفع هاوتزر ذاتي الحركة عيار ملم
- م110 8 مدفع هاوتزر ذاتي الحركة عيار بوصة
- نظام إطلاق الصواريخ المتعدد M270

### مضاد الطائرات
- قاذفة صواريخ أرض جو ثابتة من طراز Rapier Field Standard B1(M)
- قاذفة صواريخ أرض-جو ثابتة من طراز Rapier Field Standard B2
- قاذفة SAM متنقلة من طراز Rapier
- قاذفة صواريخ أرض-جو خفيفة الوزن متعددة القاذفات جافلين

### المدفعية والهاونات
- مدفع خفيف L118 عيار 105 ملم
- 51 هاون خفيف مم
- هاون L16A1 عيار 81 ملم

### مركبات الهندسة والإنقاذ
- FV4205 Chieftain AVLB - جسر مُطلق للمركبة المدرعة
- جرار مهندس قتالي FV180
- مركبة الإنقاذ المدرعة FV106 Samson (ARV)
- FV434 ARV
- مركبة إصلاح قتالية ميكانيكية FV512 Warrior
- مركبة الإنقاذ الميكانيكية FV513 Warrior (إصلاح)
- مركبة إصلاح واستعادة مدرعة من طراز Chieftain (CHARRV)

### مركبات القيادة
- FV105 سلطان

### المركبات الأخرى
- لاند روفر ديفندر
- لاند روفر السلسلة الثالثة 109 بوصة
- شاحنة ليلاند 4×4 سعة 4 أطنان
- شاحنة بيدفورد 4×4 سعة 8 أطنان
- مركبة دعم مرسيدس أونيموج
- شاحنة برمائية FV620 Stalwart
- هارلي ديفيدسون MT350E
- ناقلة دبابات سكاميل كوماندر (TK/TPTR)
- ناقلة جسر سكاميل كروسيدر (AVLB)
- شاحنة قلابة ذاتية التحميل Scammell S26
- أرمسترونج 500
- نظام Leyland DROPs (نظام الالتقاط القابل للفك من الرف)

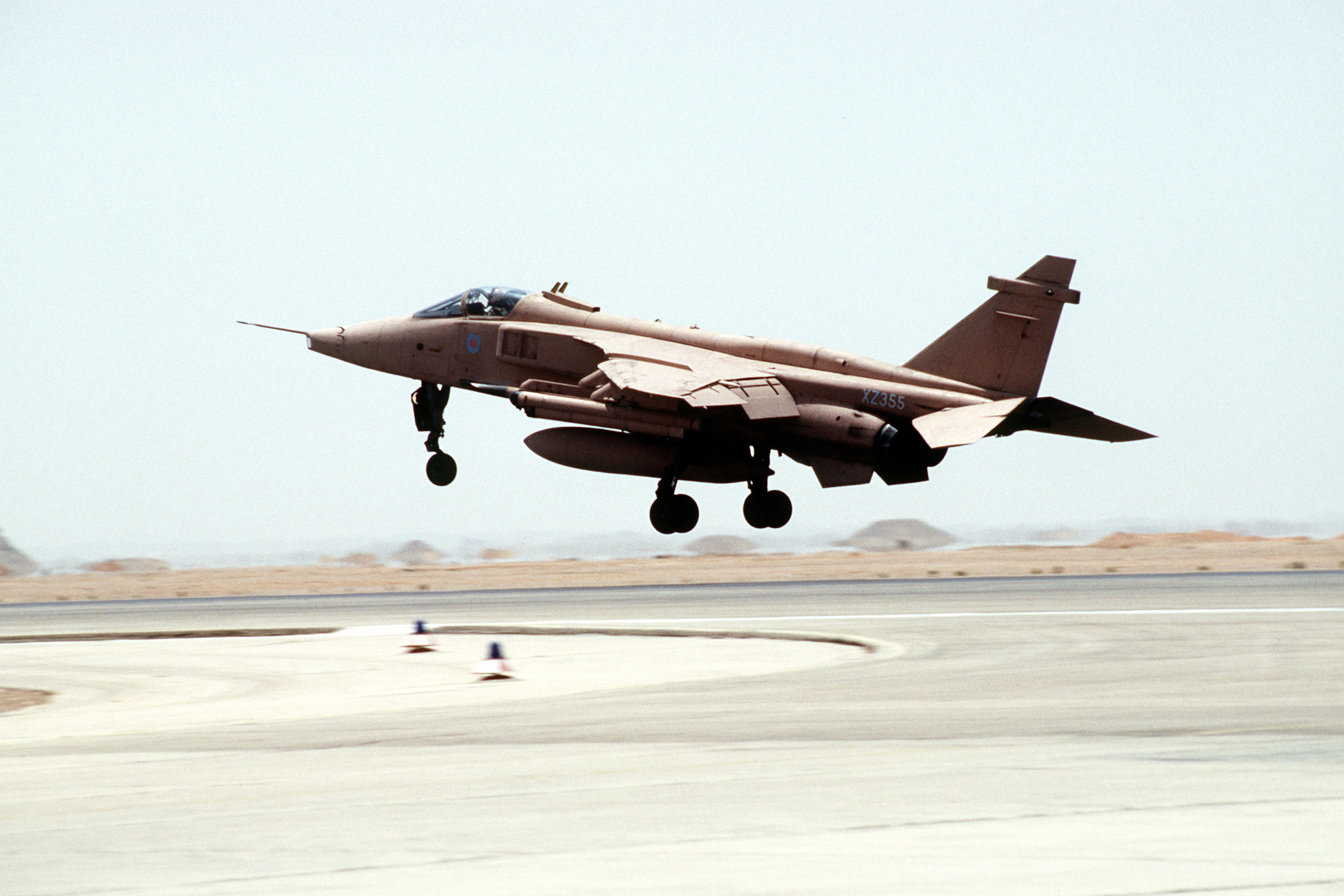
طائرة جاكوار SEPECAT تابعة لسلاح الجو الملكي البريطاني أثناء الإقلاع، يناير 1991.

- ناقلة بضائع مجنزرة M548

## الطائرات

### طائرة الجناح الدوار
- ايروسباسيال-ويستلاند غازيل AH.1 ( AAC )
- ويستلاند لينكس AH.1 (AAC)
- ويستلاند لينكس AH.7 (AAC)
- ويستلاند لينكس HAS.3 ( RN ) [8]
- بوينج شينوك HC.1B ( سلاح الجو الملكي البريطاني ) [9]
- ويستلاند سي كينج HC.4/HAS.5 (البحرية الملكية) [10] [9]
- ويستلاند بوما HC.1 (سلاح الجو الملكي البريطاني) [9]

### الطيارات ذات الأجنحة الثابتة
- ماكدونيل دوغلاس فانتوم FGR.2
- بانافيا تورنادو GR.1 (RAF) IDS (اعتراض/ضربة) [9]
- SEPECAT Jaguar GR.1A (RAF) [9]
- بانافيا تورنادو F.3 (سلاح الجو الملكي البريطاني) ADV (نسخة الدفاع الجوي) [9]
- بلاكبيرن بوكانير S.2B (سلاح الجو الملكي البريطاني)
- BAe Nimrod MR.2P (سلاح الجو الملكي البريطاني) [9]
- بي إيه إي نيمرود آر.1 (سلاح الجو الملكي البريطاني)
- بريتن نورمان آيلاندر AL.1 (سلاح الجو الملكي البريطاني)
- هاندلي بيج فيكتور ك.2 (سلاح الجو الملكي البريطاني) [9]
- لوكهيد تريستار (سلاح الجو الملكي البريطاني)
- لوكهيد هيركوليس C.1 (سلاح الجو الملكي البريطاني)
- لوكهيد هيركوليس C.3 (سلاح الجو الملكي البريطاني)
- فيكرز VC10 C.1 (سلاح الجو الملكي البريطاني) [9]
- فيكرز VC10 K.2 (سلاح الجو الملكي البريطاني)
- فيكرز VC10 K.3 (سلاح الجو الملكي البريطاني)

### السفن-حاملة طائرات
- انفينسيبل ايتش ام اس أرك رويال

### فرقاطات
- فئة لياندر (إتش إم إس جوبيتر).
- فئة برودسيورد (إتش إم إس باتل أكس، إتش إم إس برازين، إتش إم إس لندن إتش إم إس شيفيلد).

### المدمرات
- مدمرة من النوع .42

### سفن الدعم
- فئة هيكلا.

### الغواصات
- فئة أوبرون

### ناقلات دعم الأسطول
- ار اف ايه اورانج ليف

### ناقلات الأسطول السريع
- أولنا
- أولميدا

### مخازن السفن
- ريجنت ار اف ايه
- ريجنت فورت جرانج

### لوجستيات سفن الإنزال
- ار اف ايه السير بيديفير
- ار اف ايه السير جالاهاد
- ار اف ايه السير بيرسيفال
- ار اف ايه السير تريسترام

### سفن مكافحة الألغام
- فئة الصيد

### سفن استقبال الضحايا
- أرجوس ار اف ايه

### سفن إصلاح الأسطول
- ديليجينس ار اف ايه

## الكويت/ الكويت الحرة

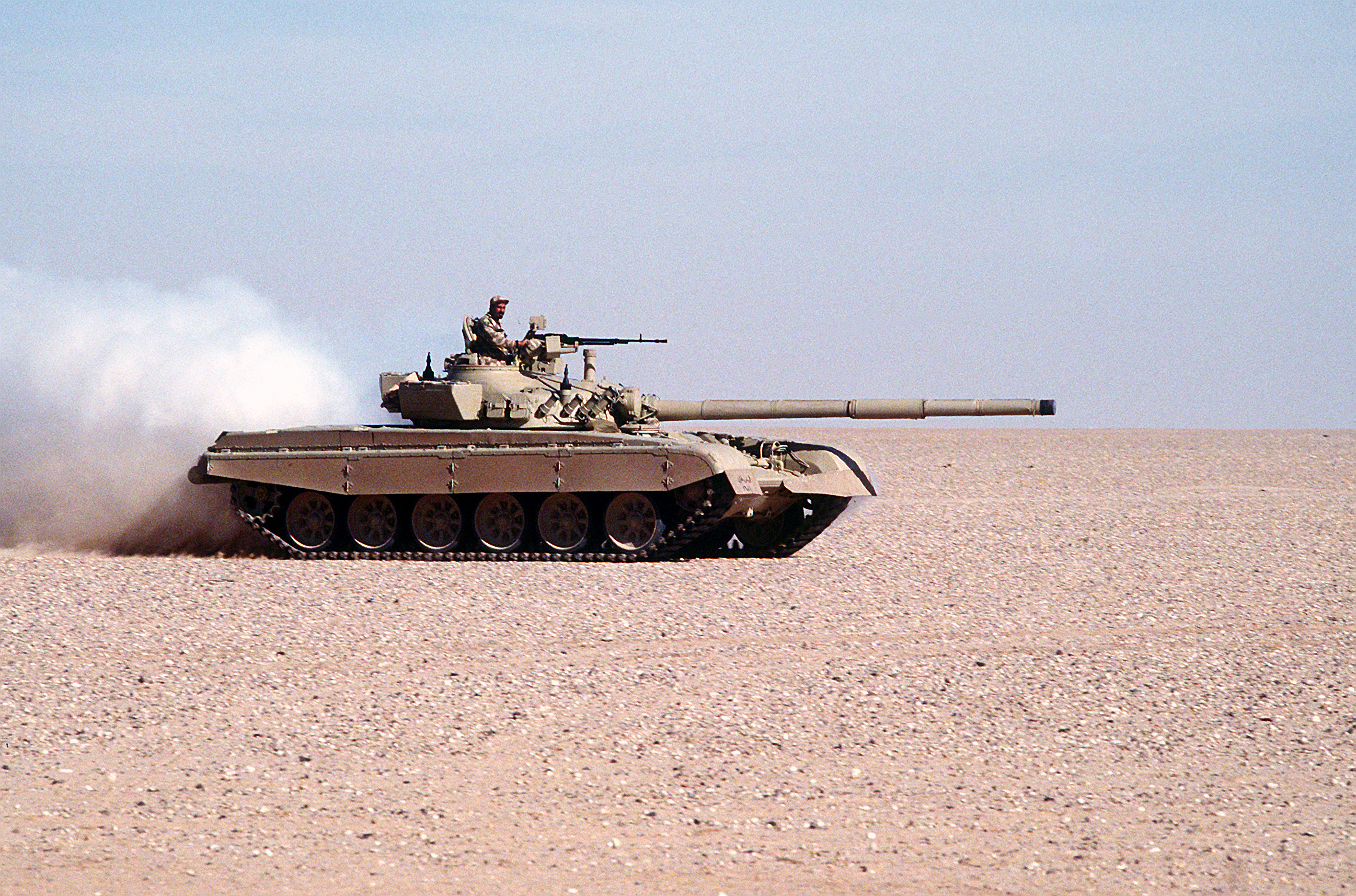
دبابة كويتية من طراز M-84 تتقدم خلال عملية درع الصحراء.

#### البر- أسلحة المشاة
- M16A1
- M16A2
- FN FAL
- MP5A3
- إم بي 5 كيه

### الدبابات
- دبابة القتال الرئيسية Chieftain MBT
- دبابة القتال الرئيسية M-84 AB MBT

### المركبات المدرعة
- مركبة قتال المشاة BMP-2 IFV
- ناقلة جنود مدرعة M113A1
- FV601 صلاح الدين (سيارة مدرعة)

### الطائرات- الطوافات
- Aérospatiale SA.342 Gazelle

### الطائرات
- داسو ميراج F1 CK ( KAF )
- ماكدونيل دوغلاس A-4KU سكاي هوك (KAF)

## فرنسا

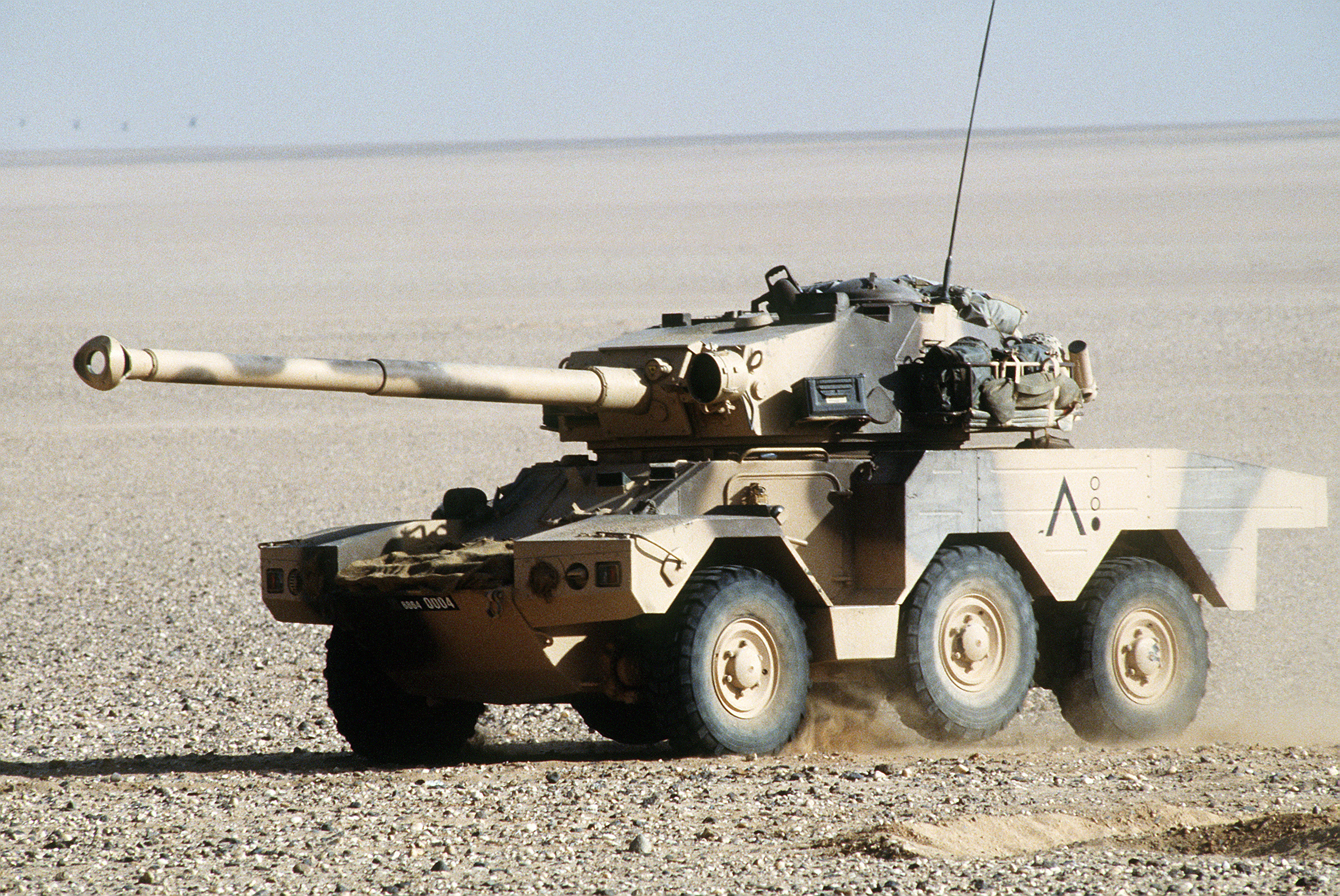
الفوج الفرنسي ERC 90 Sagaie أثناء عملية درع الصحراء.

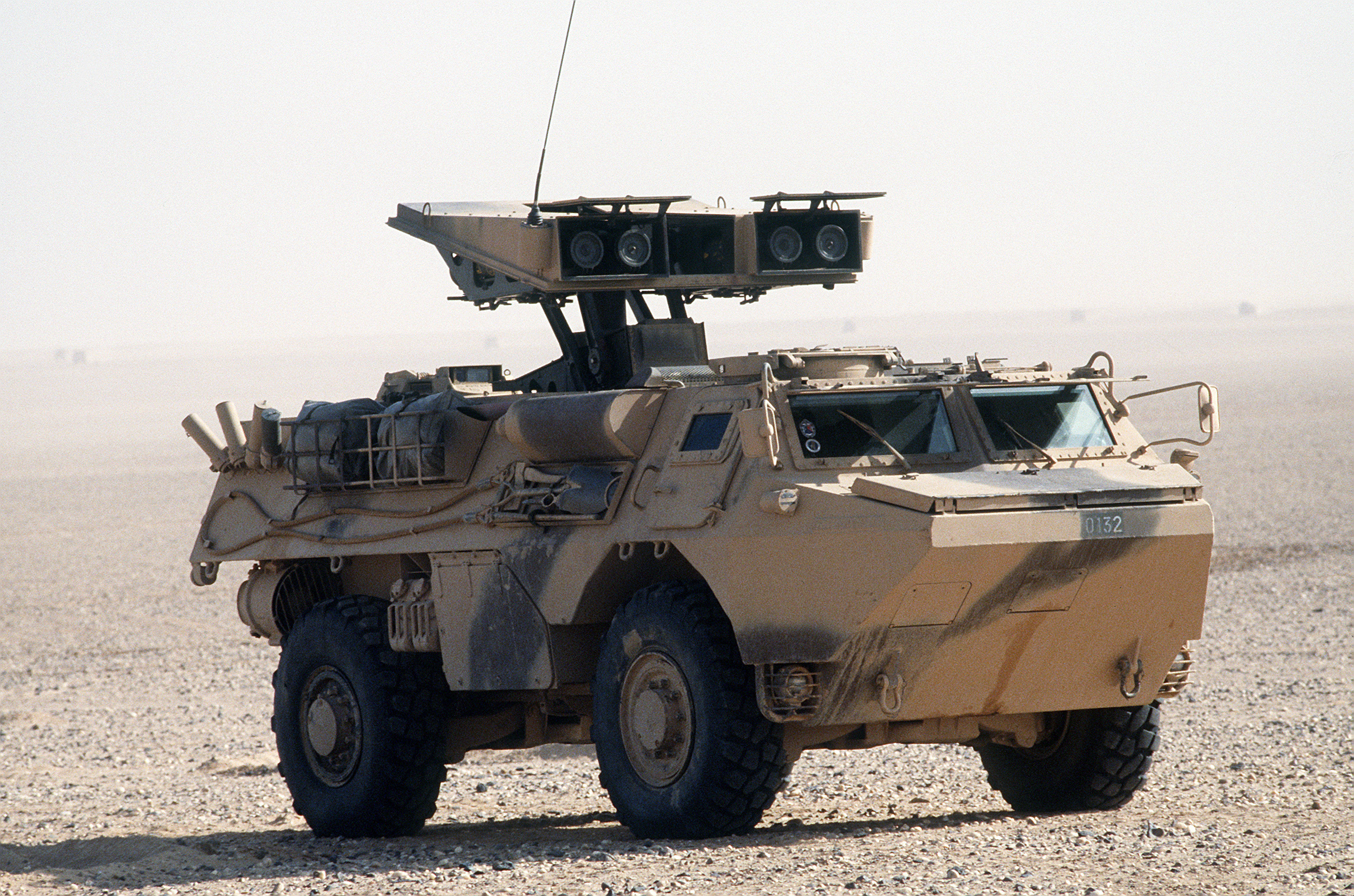
نظام الصواريخ المضادة للدبابات الفرنسي VCAC (VAB) Mephisto.

### البر- نمط التمويه العسكري
- تمويه داجيت

### أسلحة المشاة
- فاماس
- هيكلر آند كوخ MP5
- M16A2
- AA-52
- LRAC F1
- FR F1
- باماس-جي 1
- ماك ميل 1950

### الدبابات
- AMX-30B2 MBT (دبابة القتال الرئيسية)

### المركبات المدرعة
- سيارة مدرعة AMX-10RC
- مركبة قتال المشاة AMX-10P
- سيارة بانهارد AML-90 المدرعة
- سيارة بانهارد ERC-90F4 ساجاي المدرعة
- VAB (مركبة Avant Blindé)
- مركبة الإطلاق VAB-VCAC/ HOT (Véhicule de l'Avant Blindé) ATGM (صاروخ موجه مضاد للدبابات)
- جرار هاون VAB-VTM (مركبة Avant Blindé).

### المدفعية وقذائف الهاون
- TRF1 155 مدفع هاوتزر مجرور مم
- مو-81-61ج 81 هاون ملم
- مو-120-آر تي-61 120 هاون ملم

### مضاد الطائرات
- جيات 20 مم 53T2 مدفعية مضادة للطائرات (AAA)
- قاذفة صواريخ سام (أرض-جو) من طراز ميسترال

### مركبات أخرى
- سيارة بيجو P4 4WD
- شاحنة ACMAT VLRA (Véhicule Léger de Reconnaissance et d'Appui) ذات الدفع الرباعي

### الطوافات
- Aérospatiale SA-342 Gazelle
- Aérospatiale SA-330 Puma
- Aérospatiale Super Frelon

### الطائرات
- داسو ميراج F1C-200 ( AdA )
- داسو ميراج 2000 (AdA)
- سيبيكات جاكوار A (AdA)
- داسو سوبر إيتندارد

## السفن

### حاملات الطائرات
- حاملة الطائرات الفرنسية كليمنصو

## قطر

### البر- أسلحة المشاة
- اف ان فال

### الدبابات
- AMX-30 S MBT (دبابة القتال الرئيسية)

المركبات المدرعة
- GIAT VAB (مركبة Avant Blindé)
- مركبة الإطلاق GIAT VAB-VCAC/HOT (مركبة Avant Blindé) ATGM (صاروخ موجه مضاد للدبابات)

### الطائرات
- داسو ميراج F1 EDA

## المملكة العربية السعودية

### البر- نمط التمويه العسكري
- زي المعركة
- زي معركة الصحراء

### أسلحة المشاة
- براوننج هاي باور
- ستير ام بي اي 69
- FN FAL
- MP5A3
- هيكلر آند كوخ جي 3
- ستير أغسطس
- M16A2
- بندقية عديمة الارتداد M67 [11]

### الدبابات
- AMX-30 S MBT (دبابة القتال الرئيسية)
- دبابة القتال الرئيسية M60A3 TTS

### المركبات المدرعة
- ناقلة جنود مدرعة M113A1
- V-150
- بيجاسو بي إم آر
- VCC-1 TOW

### مضاد الطائرات
- نظام الدفاع الجوي M163 VADS Vulcan

### مركبات الهندسة والإنقاذ
- M728 CEV (مركبة مهندس قتالي)

### مركبات أخرى
- شاحنة M151 متعددة الاستخدامات، ربع طن، دفع رباعي
- شاحنة بضائع من سلسلة M35 سعة 2½ طن 6×6

### المدفعية/قذائف الهاون/الصواريخ ذاتية الدفع
- M109A2 155 مم SPH (مدفع هاوتزر ذاتي الحركة)
- AMX-GCT 155 مم SPH (مدفع هاوتزر ذاتي الحركة)
- نظام إطلاق الصواريخ أستروس 2

### المدفعية وقذائف الهاون
- هاون متوسط الوزن M252 81 مم

### الطائرات- الطوافات
- يو اتش-60

### الطائرات
- لوكهيد سي-130 إي هيركوليز (القوات الجوية الملكية السعودية)
- لوكهيد سي-130إتش هيركوليز (القوات الجوية الملكية السعودية)
- نظام الإنذار والتحكم الجوي AWACS التابع لطائرة بوينج E-3A Sentry (القوات الجوية الملكية البريطانية)
- نورثروب إف-5 إي تايجر 2 (القوات الجوية الملكية السعودية)
- ماكدونيل دوغلاس إف-15 سي إيجل (القوات الجوية الملكية السعودية)
- لوكهيد KC-130H (القوات الجوية الملكية السعودية)
- نورثروب RF-5E تايجر آي (القوات الجوية الملكية الأسترالية)
- بانافيا تورنادو IDS Interdictor/Strike (RSAF)
- بانافيا تورنادو ADV بديل الدفاع الجوي (RSAF)

### السفن
- كورفيت من فئة بدر

## مصر

### البر -أسلحة المشاة
- حلوان
- كارل جوستاف M45
- أيه كيه-47
- أيه كيه إم
- المعادي
- مجلة FN
- بي كي ام
- آر بي جي-7

### الدبابات
- دبابة القتال الرئيسية M60A3 TTS

### المركبات المدرعة
- ناقلة جنود مدرعة M113A2
- بيجاسو بي إم آر

### مضاد للطائرات
- 9K32 ستريلا-2
- ZSU-23-4 Shilka (مدفع مضاد للطائرات ذاتية الدفع)

### مركبات الهندسة والإنقاذ
- مركبة إنقاذ M88A1

### مركبات أخرى
- جيب YJ
- شاحنة M151 متعددة الاستخدامات، ربع طن، دفع رباعي

### المدفعية/قذائف الهاون/الصواريخ ذاتية الدفع
- M109A2 155 مم SPH (مدفع هاوتزر ذاتي الحركة)

## إيطاليا

### أسلحة المشاة
- بيريتا بي إم 59
- بيريتا AR70/90
- بيريتا 92
- بيريتا M12
- بينيلي M3 سوبر 90
- هيكلر آند كوخ جي 3
- ساكو تي آر جي
- FN Minimi

### الطائرات
- 8 نظام اعتراض/ضربة تورنادو بانافيا IDS

### السفن
- 1 Audace-class destroyer ( Audace )
- 3 Lupoلوبو ( أورسا ، لوبو ، ساجيتاريو )
- 2 Maestraleمايسترال ( زيفيرو ، ليبتشيو )
- 1 San Giorgio-class amphibious transport dock ( سان ماركو )
- 2 Stromboli-class replenishment oiler ( فيسوفيو ، سترومبولي )

## كندا

### أسلحة المشاة
- براوننج هاي باور (مصنوع محليًا باسم إنجليس هاي باور)
- كولت كندا C7
- C8SFW
- سي 3 ايه 1
- هيكلر آند كوخ MP5
- FN MAG (FN C6 MAG)
- M2 براوننج

### الطائرات
- ماكدونيل دوغلاس CF-18 هورنت

### السفن
- HMCS Protecteur

## البحرين

### البر- أسلحة المشاة
- براوننج هاي باور
- FN FAL

## دبابة القتال الرئيسية
M60A3 TTS

### مركبات أخرى
- مرسيدس بنز NG

## بلجيكا

### أسلحة المشاة
- براوننج هاي باور
- FN FNC
- FN FAL
- مجلة FN
- FN Minimi

## السويد

### أسلحة المشاة
- بيست 88
- اك 4
- اك 5
- كسب 58| هذه المقالة جزء من السلسلات: |
| السياسة في العالم العربي     |
|                              |
| الحوكمة نبيل العربي          |
| القضايا العربية              |
| العلاقات الخارجية            |
| الوحدة العربية               |
| الاقتصاد                     |
| الثقافة الدوحة (2010)        |
| السكان                       |
| الجغرافية                    |
| النقل                        |
| العسكرية                     |
| بوابة الوطن العربي           |
| ع ن ت                        |
- هيكلر آند كوخ PSG-1

## سوريا

### أسلحة المشاة
- براوننج هاي باور
- مسدس ماكاروف
- توكاريف TT-33
- أيه كيه-47
- أيه كيه إم
- أيه كيه-74
- MPi-KM
- بندقية هجومية من النوع 56
- بي كي ام
- RPD
- إس في دي دراغونوف
- آر بي جي-7

### الدبابات
- دبابة القتال الرئيسية T-62

### مركبات أخرى
- تام 150 T11 B/BV

## العراق
قائمة بأعداد كبيرة من المعدات العسكرية المتنوعة التي كانت بحوزة العراق منذ عام ١٩٧٠ تقريبًا فصاعدًا. (لا يوجد ضمان بأن جميعها استُخدمت في القتال أو في مسرح العمليات خلال الحرب.)

### البر- أسلحة المشاة
- أيه كيه-47
- AKS-47
- أيه كيه إم
- أيه كيه-63
- أيه كيه-74
- AKS-74U
- رئيس الوزراء دكتوراه في الطب 63
- MPi-KM
- النوع 81
- الإصدار 58
- FN FAL
- زاستافا M70
- زاستافا M76
- بندقية قنص تابوك
- هيكلر آند كوخ MP5
- الجنيه الاسترليني
- PPSh-41
- بي بي إس-43
- بندقية هجومية من النوع 56
- PM-63 RAK
- PM-84
- vz.61 سكوربيون
- نوع 69 آر بي جي
- آر بي جي-7
- إس بي جي-9
- قاذف اللهب LPO-50
- M136 AT4
- نظام صواريخ 9K111 Fagot المضادة للدبابات الموجهة سلكيًا
- مدفع رشاش PK
- مجلة FN
- إم جي 3
- زاستافا M53
- بي كي تي
- آر بي كي
- RPD
- زاستافا M72
- النوع 67
- زاستافا M70B1
- زاستافا M80
- بندقية قنص دراغونوف
- ستير إس إس جي 69
- PSL (بندقية)
- إس كي إس
- مدفع رشاش NSV
- دوشكا
- كي بي في
- النوع 80
- زاستافا M84
- إس جي-43 جوريونوف
- دوشكم
- مسدس TT
- سي زد-75
- طارق
- براوننج هاي باور
- بيريتا موديل 1951
- مسدس ماكاروف
- FEG PA-63
- ماوزر كارابينر 98k
- لي إنفيلد
- موسين-ناغانت M1891
- M1917 إنفيلد
- Automatgevär m/42

### الدبابات
- دبابة القتال الرئيسية T-72 M/M1 MBT
- دبابة القتال الرئيسية T-72 Ural
- دبابة أسد بابل القتالية الرئيسية
- دبابة القتال الرئيسية T-62
- دبابة القتال الرئيسية T-55A
- دبابة القتال الرئيسية T-55
- دبابة القتال الرئيسية T-54
- دبابة القتال الرئيسية T-55 Enigma
- دبابة القتال الرئيسية T-55QM
- دبابة القتال الرئيسية T-55QM2
- دبابة القتال الرئيسية من النوع 59
- دبابة القتال الرئيسية من طراز 69-II
- دبابة القتال الرئيسية من طراز 69-QM
- دبابة القتال الرئيسية من طراز 69-QM2
- TR 800 MBT (دبابة القتال الرئيسية)
- دبابة برمائية PT-76

### المركبات المدرعة
- مركبة قتال المشاة BMP-1 IFV
- مركبة قتال المشاة BMP-2 IFV
- مركبة قتال المشاة AMX-10P IFV
- سيارة بانهارد AML-60 المدرعة
- سيارة بانهارد AML-90 المدرعة
- سيارة Engesa EE-9 Cascavel المدرعة
- مركبة الاستطلاع Engesa EE-3 Jararaca
- BRDM-2 (مركبة استطلاع)
- بانهارد M3 (ناقلة جنود مدرعة)
- Engesa EE-11 Urutu APC (Armored Personnel Carrier)
- ناقلة جنود مدرعة YW351
- ناقلة الأفراد المدرعة OT-62C
- ناقلة أفراد مدرعة OT-64C SKOT-2A
- وليد (ناقلة جند مدرعة) (ناقلة جند مدرعة)
- ناقلة جنود مدرعة PSZH D-944
- MT-LB APC (ناقلة أفراد مدرعة)
- ناقلة جند مدرعة من طراز مواغ رولاند
- ناقلة جنود مدرعة BTR-50 P
- ناقلة الجنود المدرعة BTR-60 PB
- ناقلة الجنود المدرعة BTR-80
- ناقلة أفراد مدرعة OT M-60 P APC
- مركبة إطلاق صواريخ بانهارد VCR-TH ATGM (صواريخ موجهة مضادة للدبابات)
- مركبة إطلاق صواريخ موجهة مضادة للدبابات من طراز BRDM-2 9P133

### المدفعيات ذاتية الدفع/قذائف الهاون/الصواريخ/القذائف
- 2S1 جفوزديكا 122 مم SPH (مدفع هاوتزر ذاتي الحركة)
- 2S3 أكاتسيا 152 مم SPH (مدفع هاوتزر ذاتي الحركة)
- AMX-GCT 155 مم SPH (مدفع هاوتزر ذاتي الحركة)
- M109A1 155 مم SPH (مدفع هاوتزر ذاتي الحركة)
- نظام إطلاق الصواريخ المتعدد ASTROS II
- آر إل-21 122 مم (قاذفة صواريخ متعددة)
- BM-21 Grad 122 mm MRL (قاذفة صواريخ متعددة)
- FROG-7 Luna-M TEL (ناقل/مُنشئ/مُطلق)
- 9P117/SS-1c Scud-B TEL (ناقل/مُثبِّت/مُطلِق)

### مضاد للطائرات
- ZSU-57-2 SPAAA (مدفعية مضادة للطائرات ذاتية الحركة)
- ZSU-23-4 Shilka SPAAA (مدفعية مضادة للطائرات ذاتية الحركة)
- قاذف صواريخ أرض-جو ذاتية الحركة من طراز NIIP\Vympel 2K12 "Kub" SA-6a
- قاذفة صواريخ أرض-جو ذاتية الحركة Antey 9K33M Osa-AK SA-8b Gecko
- قاذفة صواريخ أرض-جو ذاتية الحركة نودلمان 9K31 "ستريلا-1" SA-9 Gaskin
- قاذفة صواريخ أرض-جو ذاتية الحركة ZRK-BD 9K35 "ستريلا-10" SA-13 Gopher
- قاذفة صواريخ أرض-جو ذاتية الحركة AMX-30 Roland 2
- Lavochkin OKB S-75 Dvina SA-2 قاذفة SAM (صاروخ أرض-جو)
- قاذفة صواريخ أرض-جو إس-125 إم "نيفا-إم" إس إيه-3 بي غوا سام
- قاذفة صواريخ رولاند 2 سام (أرض-جو)
- ZPU-1 14.5 مم مدفعية مضادة للطائرات (AAA)
- ZPU-2 14.5 مم مدفعية مضادة للطائرات (AAA)
- ZPU-4 14.5 مم مدفعية مضادة للطائرات (AAA)
- ZU-23-2 23 مم مدفعية مضادة للطائرات (AAA)
- م1939 37 مم مدفعية مضادة للطائرات (AAA)
- س-60 57 مم مدفعية مضادة للطائرات (AAA)
- إس-60 توين 57 مم مدفعية مضادة للطائرات (AAA)
- KS-19 100 مم مدفعية مضادة للطائرات (AAA)

### المدفعية/قذائف الهاون/الصواريخ
- تي-12 100 مدفع مضاد للدبابات عيار 18 ملم
- النوع 63 107 mm MRL (قاذفة صواريخ متعددة)
- د-30 122 مدفع هاوتزر مجرور مم
- مدفع ميداني مجرور 130 ملم M1954 (M-46)
- 152 مدفع هاوتزر مجرور عيار 1955 (D-20) عيار 1955 ملم
- 2A36 152 مدفع هاوتزر مجرور مم
- النوع 83 152 مدفع هاوتزر مجرور مم
- جي إتش إن-45 155 مدفع هاوتزر مجرور مم
- م-46 155 مدفع هاوتزر مجرور مم
- جي 5 155 مدفع هاوتزر مجرور مم
- الجليل 82 هاون ملم
- الجليل 120 هاون ملم
- م43 160 هاون ملم
- م240 240 هاون ملم

### مركبات الهندسة والإنقاذ
- النوع 653 ARV (مركبة الإنقاذ المدرعة)
- FV4024 Chieftain ARV (مركبة الإنقاذ المدرعة)

### مركبات القيادة
- النوع 63 YW-701 CP (مركز القيادة)
- مركبة القيادة BTR-50PU
- مركبة القيادة BTR-60PU

### مركبات أخرى
- مرسيدس بنز يونيموج
- غاز-66
- كراز-255
- أورال-375د
- أورال-4320
- DAC-665T
- إيفا W50
- زيل-130
- زيل-131
- سلسلة لاند روفر
- يو ايه زد-469
- دراجة نارية أورال M-61

### الطوافات
- إيروسباسيال SA-316B ألويت III
- ايروسباسيال SA-321H سوبر فريلون
- Aérospatiale SA-330 Puma
- Aérospatiale SA-342K Gazelle
- بيل 214ST
- بولكوف بو-105 سي
- بولكوف بو-105 إل
- هيوز 300C
- هيوز MD-500MD ديفندر
- هيوز MD-530F
- MBB/كاواساكي BK-117
- أرنب ميل مي-1
- ميل مي-4 أ هاوند-أ
- ميل مي-6 تي هوك-أ
- ميل مي-8 تي هيب-سي
- Mil Mi-8TV Hip-F asd
- ميل مي-17 هيب-إتش
- ميل مي-25 هند-دي

### الطائرات
- أنتونوف أن-12 كوب-أ
- أنتونوف أن-2 كولت
- أنتونوف أن-24 كوكاكولا
- أنتونوف أن-26 كيرل-أ
- أنتونوف AN-32 كلاين
- Aero L-29 C " Delfín " Maya
- طائرة أيرو L-39 سي ألباتروس
- طائرة أيرو L-39ZO ألباتروس
- تشنغدو F-7A فيشكان
- طائرة إف-16 فايتنج فالكون
- بريتن نورمان BN-2 آيلاندر
- داسو فالكون 50
- داسو ميراج F1 EQ
- داسو بريجيت سوبر إيتندارد
- دي هافيلاند كندا DHC-1 تشيبمانك
- دي هافيلاند دي اتش 100 فامباير اف بي 52
- دي هافيلاند دي اتش 112 فينوم اف بي 50
- هوكر هنتر F.6
- إيليوشين إيل-28 بيجل
- إليوشن Il-76 M كانديد-B
- ميكويان جورفيتش ميج 15 مكرر شاذ
- ميكويان-جوريفيتش ميج-17 إف فريسكو-سي
- ميكويان-جوريفيتش ميج-17 بي إف فريسكو-دي
- Mikoyan-Gurevich MiG-19 S Farmer-C
- ميكويان-جوريفيتش ميج-21 إم إف فيشبيد-جيه
- ميكويان جورفيتش ميج 21bis Fishbed-N
- ميكويان جورفيتش ميج 23 بي إن فلوجر-إتش
- ميكويان جورفيتش ميج 23 إم إف فلوجر- بي
- Mikoyan-Gurevich MiG-23MS Flogger-E
- ميكويان-جوريفيتش ميج-25 بي فوكسبات-أ
- ميكويان جورفيتش ميج 25 آر بي فوكسبات-بي
- ميكويان ميج-29 ب فولكروم-أ
- طائرة نورث أميركان إف-86 إف سابر
- شنيانغ F-6A فارمر
- سوخوي سو-7 بي فيتر-أ
- سوخوي سو-20 فيتر
- سوخوي سو-22 يو إم-3 كيه فيتر-جي
- سوخوي سو-22إم-4 فيتر-ك
- سوخوي سو-24 إم كيه فينسر-دي
- سوخوي سو-25 ك فروجفوت-أ
- توبوليف تو-22 كيه بليندر
- شيان H-6 D بادجر
- ياكوفليف ياك-18 ماكس

### سفن الإنزال
- النوع 773 من فئة بولنوسني

### سفن الهجوم السريع
- TNC-45
- فئة أوسا

### عمال إزالة الألغام
- النوع 43

### زوارق الدورية
- فئة زوك

### الاستشهادات
1. ↑  "M1 Rifle variations and experimental models". Springfield Armory (U.S. National Park Service) (بالإنجليزية). Archived from the original on 2025-03-02. Retrieved 2024-09-28.
2. 1 2 3  "Guns of Desert Storm" (PDF). National Firearms Museum. مؤرشف من الأصل (PDF) في 2025-02-19. اطلع عليه بتاريخ 2024-07-03.
3. 1 2  "The M60's Last Hurrah". National Museum of the Marine Corps (بالإنجليزية). 24 Feb 2021. Retrieved 2024-07-02.
4. ↑  "M551 Sheridan - The Collings Foundation". مؤرشف من الأصل في 2025-06-23. اطلع عليه بتاريخ 2024-07-02.
5. ↑  "Gulf War - Air Power Survey, Volume IV - Weapons, Tactics, and Training" (PDF). U.S. Department of Defense (.gov). مؤرشف من الأصل (PDF) في 2019-08-20. اطلع عليه بتاريخ 2024-07-04.
6. ↑  Grimes، Bill (2014). The History of Big Safari. Archway Publishing. ص. 311. ISBN:9781480804562. مؤرشف من الأصل في 2023-12-28.
7. ↑  "Pioneer Short Range (SR) UAV". fas.org. مؤرشف من الأصل في 2021-08-20. اطلع عليه بتاريخ 2021-01-30.
8. ↑  Sturtivant, Ballance 1994، صفحة 413.
9. 1 2 3 4 5 6 7 8 9  March 1991، صفحة 84.
10. ↑  Sturtivant, Ballance 1994، صفحة 421.
11. ↑  Rottman، Gordon L. (1993). Armies of the Gulf War. Elite 45. Osprey Publishing. ص. 30. ISBN:9781855322776.

### فهرس
- March، Peter R. (1991). Royal Air Force Yearbook 1991. Fairford, UK: Royal Air Force Benevolent Fund.
- Sturtivant، R؛ Ballance، T (1994). The Squadrons of The Fleet Air Arm. Tonbridge، كنت, UK: Air-Britain (Historians) Ltd. ISBN:0-85130-223-8.
- Gulf War Air Power Survery(s), 1993, series of reports commissioned by the US Air Force